# Édouard Boilly
Édouard Boilly (Parigi, 14 novembre 1799 – Parigi, 1854) è stato un compositore francese.

## Biografia
Studiò presso il Conservatorio di Parigi e al Collegio di Versailles. Ebbe come insegnanti François-Joseph Fétis e François-Adrien Boieldieu. Nel 1823 vinse il Prix de Rome con la cantata Pyrame et Thisbé.
Fu insegnante di pianoforte presso il Lycée Louis-le-Grand, e répétiteur al Conservatorio di Parigi.
La sua opéra comique Le Bal du sous-préfet fu eseguita presso l'Opéra-Comique nel 1844.